# Falowa budowa materii
Falowa budowa materii (określana też jako falowa struktura materii) jest koncepcją w nauce i filozofii, według której świat i zachodzące w nim zjawiska (w szczególności materia i jej oddziaływania) dają się w całości opisać jako fale  i ich oddziaływania.
Zwolennikami tej idei, lub mającymi w nią wkład, byli między innymi William Clifford, Albert Einstein, Erwin Schrödinger, Louis de Broglie, Richard Feynman, Milo Wolff.

## Historia
W 1876 roku angielski matematyk William Clifford napisał, że wszystkie prawa fizyki są rezultatem "falowania włókien przestrzeni".
W 1924 przyjaciel Einsteina, Hans Tetrode, zaproponował, że do wymiany energii pomiędzy obiektami fizycznymi potrzebna jest komunikacja dwukierunkowa. Nieco wcześniej Albert Einstein zasugerował, że materia jest komunikującą się strukturą falową. W tym samym roku Louis de Broglie zaproponował uogólnienie dualizmu korpuskularno falowego z fotonów na całą materię, co polegało na przypisaniu każdemu ciału, posiadającemu pęd, odpowiadającej mu długości fali, zwanej falą de Broglie'a.
Weyl, Clifford, Einstein i Schrödinger zgodzili się co do tego, że istota materii zawarta jest w strukturze przestrzeni, nie w punktowych cząstkach. Również laureat nagrody Nobla Paul Dirac nie był zadowolony z pojęcia punktowej cząstki, gdyż taka konstrukcja powodowała powstawanie nieskończoności wymuszających renormalizację. Sam proces renormalizacji nazwał "bezsensowną matematyką".
W 1946 roku John Archibald Wheeler i Richard Feynman próbowali opisać cząstkę naładowaną elektrycznie jako układ sferycznych fal elektromagnetycznych, dośrodkowych i odśrodkowych. Model ten zakładał komunikację takiej cząstki z całym wszechświatem, spełniał więc zasadę Macha. John Cramer na bazie analogii do tego modelu zinterpretował "fale prawdopodobieństwa" klasycznej teorii kwantowej jako fale rzeczywiste.